# Iphimedia nexa
Iphimedia nexa är en kräftdjursart som beskrevs av Myers och Mcgrath 1987. Iphimedia nexa ingår i släktet Iphimedia och familjen Iphimediidae. Inga underarter finns listade i Catalogue of Life.